# Дигач рудий
Дигач рудий (Cinclocerthia ruficauda) — вид горобцеподібних птахів родини пересмішникових (Mimidae).

## Поширення
Він трапляється на Малих Антильських островах, де він розмножується на островах Саба, Сент-Кіттс, Невіс, Монтсеррат, Гваделупа, Домініка та Сент-Вінсент. Раніше був поширеним на острові Сінт-Естатіус. Його природними середовищами існування є субтропічні або тропічні сухі ліси, субтропічні або тропічні вологі низинні ліси та сильно деградований колишній ліс.

## Опис
Він має довжину тіла від 23 до 26 сантиметрів і масу тіла від 43 до 71 грама.

## Спосіб життя
Харчується членистоногими, включаючи скорпіонів, павуків та комах.